# هيالمر نورتامو
هيالمر نورتامو (Hjalmar Nortamo؛ راوما، 13 يونيو 1860 - بوري، 30 نوفمبر 1931) كاتب و طبيب فنلندي ارتبط اسمه بمدينة راوما ، رغم أنه عاش أيضاً في مدن و بلديات أخرى مجاورة . اشتهر بسلسلة «غزول من راوما» (Raumlaissi jaarituksi) ، التي كانت أيضاً عنواناً لكتاب نـُشر في عام 1920. كـَتـَب هذه المجموعة من الكتابات بلهجة راوما، اعتبرت الأولى النصوص باللغة الفنلندية التي تمت كتابتها فعلا في بلهجة ليست بالفنلندية الصحيحة. لدى لهجة راوما الكثير من المفردات التي تعيد إلى الأذهان بأيام الملاحة الخوالي والعلاقات مع البلدان الناطقة بالسويدية و الإنكليزية و الألمانية ، بالتالي تعتبر محلياً لغتها الخاصة. و كان لكتابات نورتامو دوراً حاسماً في حفظ المعرفة باللهجة للأجيال الحالية.

## روابط خارجية
- هيالمر نورتامو على موقع IMDb (الإنجليزية)
- هيالمر نورتامو على موقع قاعدة بيانات الفيلم (الإنجليزية)